# Moravské zemské desky

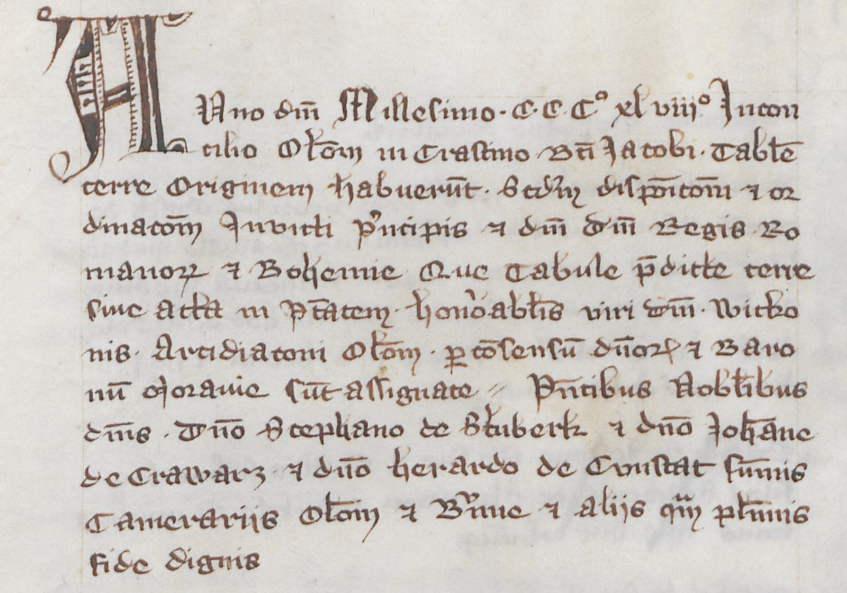
Zápis v trhovém kvaternu z roku 1348. Olomoucká cúda: Kniha Jana z Kravař z let 1348–1371. Úvodní zápis v první knize olomoucké řady moravských zemských desk, do níž se začalo zapisovat 26. července 1348: "Anno domini Millesimo CCC. XLVIII. In concilio Olomucii in Crastino Beati Jakobi Tabule terre Origenem habuerunt."

Moravské zemské desky jsou veřejné knihy určené pro zápisy majetkových práv zpupných statků na území markrabství Moravského a výnosů zemského soudu. Moravské zemské desky z let 1348 až 1642, na ně navazující trhové kvaterny vedené do roku 1783 u Úřadu zemských desk (Landtafelamt), kanceláře zemského soudu, na nějž přešla nesporná agenda a vedení moravských zemských desk, v čele se zemským písařem, a mladší knihy až do roku 1884 jsou uloženy v Moravském zemském archivu v Brně.
Jejich neobyčejná hodnota je dána také tím, že na rozdíl od desek pro Čechy jsou desky pro Moravu zachovány v nepřetržité řadě od svého založení v roce 1348. České zemské desky se zachovaly od roku 1541, slezské zemské desky od roku 1431. Starší knihy v těchto zemích shořely. V žádné ze zemí České koruny neměly desky takový význam, jaký měly na Moravě. Zde se staly základem veškerého práva a znamením zemské samosprávy, již obdivovali cizinci. Ve své době byly proto moravské zemské desky nazývány "pravým klenotem země". Ctibor Tovačovský z Cimburka o nich napsal, že jsou: „všeho práva konec a všech jistot jistota“.
Moravské zemské desky z let 1348–1642 byly z rozhodnutí ministerstva spravedlnosti Československé republiky zemskému archivu v Brně odevzdány Vrchním soudem v Brně 15. března 1931. Jeho tehdejší ředitel František Hrubý o nich při slavnosti před shromážděnými zástupci úřadů a vědeckých kruhů pronesl přednášku. Popsal je jako jednu z nejvzácnějších památek českého národního života na Moravě a jako jednu z nejstarších a nejvzácnějších památek svého druhu v celé střední Evropě. V roce 1998 byly Moravské zemské desky z let 1348–1642 prohlášeny za národní kulturní památku.

## Historie

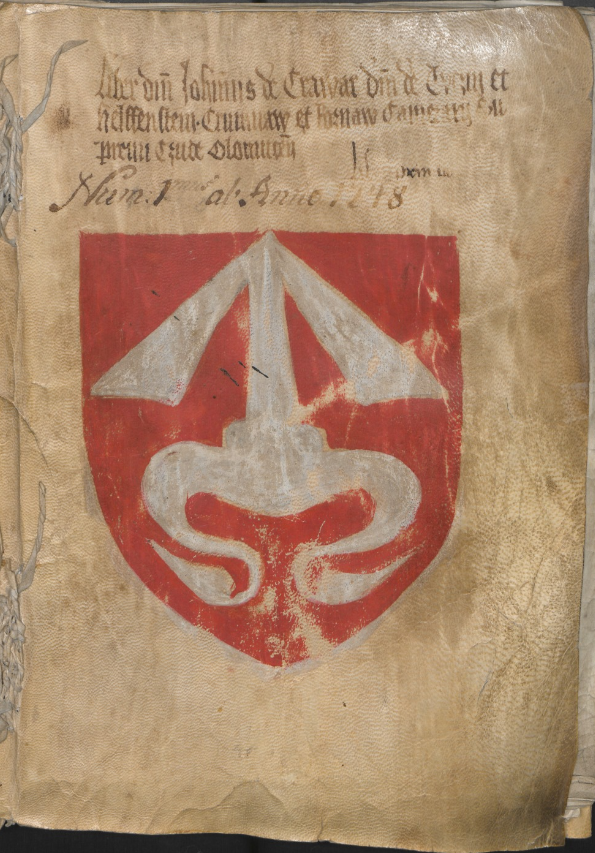
Malovaný obal první knihy olomoucké řady moravských zemských desk, Knihy Jana z Kravař z let 1348–1371. Erb pánů z Kravař

Vývoj zemských desk byl na Moravě, kde působily na sobě nezávislé tzv. krajské cúdy, složitější než v Čechách. Historicky cennější řada rukopisů nesporného soudnictví je na Moravě doložena od roku 1303. V listině z toho roku se uvádí: „Hec acta tam legitime celebrata in tabulas publicas olomucensis cude, ad quam universe provincie Moravie se reclinant, redegimus in signum efficacie amplioris.“ K obnovení desk, o nichž první zmínky se vyskytují ve druhé polovině 13. století, podle vzoru zemských desk v Čechách došlo v roce 1348, a to ve dvou řadách půhonných a trhových. Soudní reforma zrušila župní úřady a zřídila jeden moravský zemský soud, zasedající střídavě v Olomouci a v Brně. Karel IV., který deskám dal pevný řád, svým nařízením v zemi nezavedl novou neznámou instituci. Vedení původních desek bylo shledáno nedostatečným a nové zemské desky na Moravě byly pokračováním předchozích. Na rozdíl od Čech byly desky kvůli následování uspořádání soudnictví vedeny na dvou místech současně, v sídlech moravského zemského soudu. V Olomouci se se zápisy pro východní část území začalo 26. července 1348. V Brně pro jeho západní část se zapisovalo od 1. srpna 1348. Starali se o ně nejvyšší zemský komorník a zemský písař, kteří za správnost zápisů v nich ručili svým majetkem.
Desky byly uloženy ve sklepech kapitul v Olomouci a v Brně. Zemský hejtman Ctibor Tovačovský z Cimburka ve své Knize tovačovské, základní dobové právní pomůcce, popisuje obřadnou jízdu, převoz moravských zemských desk ve slavnostním průvodu z jejich útočiště do soudní síně. V roce 1545 byly desky již uchovávány na olomoucké a brněnské radnici.
Po bitvě na Bílé hoře Ferdinand II. přikázal všechny zápisy v deskách a v půhonech učiněné během vlády povstalého stavovského direktorátu zrušit. V zápisech do trhových kvaternů zemských desk se jinak pokračovalo až do roku 1642, v zápisech do půhonných a nálezových knih do roku 1641. Zásadní změnu přineslo nařízení Ferdinanda III. z 25. listopadu 1641, jímž byly úřady sídlící do té doby v Olomouci přeneseny do Brna, kam byly proto olomoucké desky 18. března 1642 slavnostně převezeny. Po přemístění soudu a desk, sloučení obou soudů do Brna, se zapisovalo pouze v Brně, ve dvou řadách půhonných a trhových. Olomoucká a brněnská řada kvaternů byly spojeny do jedné vedené pro celou Moravu. V Brně povýšeném na hlavní město Moravy byly nejprve uloženy na radnici a později v rozšířeném stavovském domě (dnešní Nová radnice).
Národní kulturní památku Moravské zemské desky tvoří 38 svazků olomoucké cúdy z let 1348–1642 a 35 svazků brněnské cúdy z let 1348–1642. Prvních pět knih brněnské řady z let 1348–1372 je svázáno v jedné knize označené názvem prvního trhového kvaternu vedeného v letech 1348–1350 (podle nejvyššího komorníka Erharda z Kunštátu). Nejstarší zemské desky byly do roku 1466 psány latinsky. Od roku 1480 se konečně po zásahu Ctibora Tovačovského z Cimburka prosadila čeština. Na závěr vyčleněného období byly psány podle originálů do desek vložených listin buď česky nebo německy. S vydáním Obnoveného zřízení zemského pro Moravu 10. května 1628, jímž byla němčina zrovnoprávněna s češtinou, se rozšířilo používání němčiny. V roce 1642 nahradily tyto původní desky trhové kvaterny vedené podle jednotlivých krajů. Vážnost ke knihám se projevovala také jejich úpravou. Pokud se původní desky zachovaly, jsou u většiny knih dokladem moravské renesanční knižní vazby. Zachycují znaky představitelů zemských úřadů, jejich portréty, doprovázené znaky vlastních a spřízněných rodů.
Samostatný úřad zemských desk zrušil Josef II. svým nařízením z 24. března 1783. Zemské desky byly připojeny k moravskému zemskému právu (Moravský zemský soud). Nová soudní organizace byla zavedena s účinností od 1. června 1783. Úřad společně s dalšími úřady vplynul do moravskoslezského zemského práva (Moravskoslezský zemský soud), které zahájilo činnost 1. května 1783. Zemské desky zemskému právu podléhaly jako zvláštní záznamní úřad. Jejich význam s vydáním instrukce z 22. dubna 1794 poklesl natolik, že se staly jen jakousi pozemkovou knihou určenou pro stavovské statky (dominikální nemovitosti). Do archivu moravských stavů byly odevzdány knihy kvaternů majestátů a sněmovní památky. Žádost stavů o postoupení i starých zemských desk však byla zamítnuta. Vliv stavovské samosprávy na zemské desky byl úplně odstraněn.
Po zrušení moravskoslezského zemského práva 1. července 1850 správa zemských desk přešla k okresnímu soudu II. sekce v Brně, kde byly spojeny s olomouckými lenními knihami a s pozemkovými knihami města Brna a okolních panství. Od roku 1851 se přestalo zapisovat do statkových kvaternů, protože tyto knihy byly nahrazeny sbírkou listin. V roce 1855 byly zemské desky převedeny do pravomoci zemského soudu v Brně a začal se o ně starat c. k. zemskodeskový a listovní úřad.
Zápisy do hlavních knih byly ukončeny v roce 1884. Poté začaly být vedeny nové knihy, jež jsou, přestože byla již dávno zemskodesková agenda ukončena zánikem všech výsad, spojených s držbou deskových statků, v současnosti spravovány Katastrálním úřadem pro Jihomoravský kraj, Katastrálním pracovištěm Brno-venkov.
Přijetím tzv. „středního občanského zákoníku“ v roce 1950 (č. 141/1950 Sb.) byl opuštěn intabulační princip zápisu v pozemkových knihách a v zemských deskách. Vlastnictví bylo převáděno jen na základě smlouvy, z rozhodnutí soudu, orgánu veřejné správy nebo přímo ze zákona. Zároveň nadále nebylo povinným zapisovat přechody vlastnictví do pozemkových knih a zemských desek. Od 1. ledna 1951 byly zemské desky označeny "v likvidaci". Pro další zápisy byly uzavřeny, tak jako všechny pozemkové knihy, k 1. dubnu 1964, kdy nabyl účinnosti nový občanský zákoník (č. 40/1964 Sb.). Měl je nahradit nově vzniklý List vlastnictví. Vložky trojrubrikové hlavní knihy zemských desek zůstaly součástí tzv. dosavadních operátů katastru nemovitostí České republiky.

## Význam
Nejstarší svazky moravských zemských desk i svazky z doby, kdy se rozvíjelo moravské stavovské zřízení v době před bitvou na Bílé hoře, jsou zásadní pro celkové poznání dějin Moravy, pro její hospodářské, společenské a náboženské  dějiny, pro dějiny vývoje a významu jazyka v zemi, a také pro dějiny kulturní a osvětové. Přispívají k poznání dějin jednotlivých moravských oblastí. Možná i více než dvě třetiny moravských měst, městeček a obcí má v zemských deskách zapsánu nejstarší písemnou zmínku dokládající jejich existenci, nejstarší zprávu o své povaze (zda sídlo bylo pouhou vsí, městečkem či městem), nebo nejstarší písemnou zprávu o svém kostele. To samé platí pro hrady, tvrze a další místa. Moravský historický místopis a zeměpis, zvláště pro období 14.–15. století by bez údajů nacházejících se v zemskodeskových zápisech téměř neexistoval. Z dějin Moravy by se bez těchto zápisů ztratila většina nejstarších zemanských a svobodnických rodů, původních držitelů drobných statečků pohlcených v průběhu 14.–15. století rozsáhlejšími s nimi sousedícími panstvími.

## Zásady zemských desk

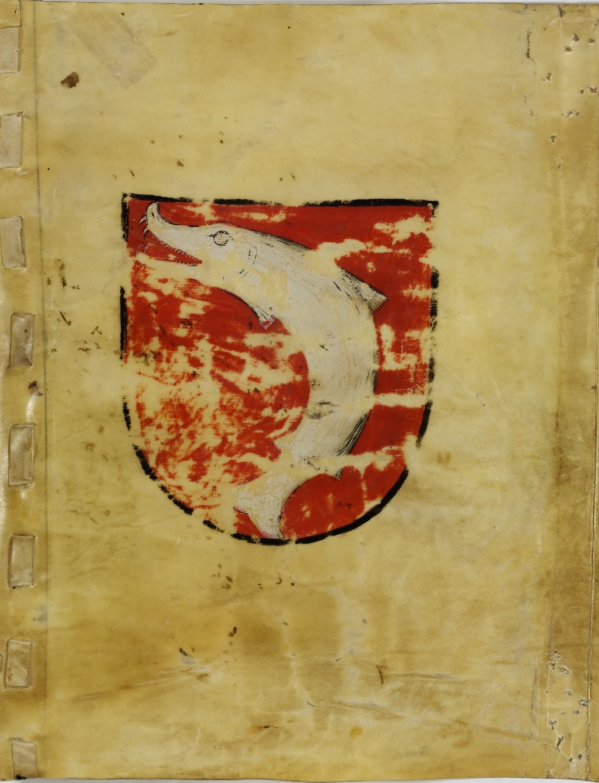
Malovaný obal dvanácté knihy brněnské řady moravských zemských desk, Knihy Jana z Lomnice z let 1420–1448. Erb nejvyššího zemského sudího Jošta Hechta z Rosic

Celoevropský význam zemských desk vychází z toho, že jsou základem na celém světě uznávané instituce rakousko-uherských pozemkových knih, jež je v mnoha zemích platná a ceněná až dosud. České a moravské zemské desky totiž spočívaly na zásadách, na nichž stojí moderní pozemková kniha: veřejnost, věrohodnost, určitost, zákonnost a volnost.

### Zásada veřejnosti
Desky byly přístupné každému: každý svá práva mohl v případě, že byla způsobilá ke vkladu, do zemských desk vkládat nebo vymazávat. Každý mohl úředníky požádat o sdělení obsahu zápisu. Osobní nahlížení do desk přípustné nebylo. K vydání výpisu z desk, o který mohl každý požádat, byl ale nutný souhlas krále nebo panského soudu.
Do zemských desk se zapisovala veškerá věcná práva k nemovitostem. Nikdo se nemohl omlouvat neznalostí zemských desk, protože nahlédnutím do nich se mohl kdokoli přesvědčit o právním stavu deskového statku.
Zemské desky byly založeny na vkladovém principu. Nabytí věcných práv k nemovitým statkům, zejména práva vlastnického nebo zástavního, bylo založeno na vkladu do desk. Jednalo se například o trhové, darovací, dílčí, společenské smlouvy, závěti (kšafty). Zemské desky byly od začátku v nejširším smyslu pozemkovými knihami, ne jen hypotekárními knihami. Zápisy v nich zabezpečovaly i jiné právní poměry, například zřízení poručníků a poznámky o dosažení zletilosti.

### Zásada věrohodnosti
Zásada veřejné víry v zemské desky: „Co do desk vloženo, pokládá se za právo nezvratné“. Výjimkou byly zápisy „falšované“ úředníky a zápisy, proti nimž byl podán účinný odpor u soudu (ve lhůtě tří let a osmnácti neděl).

### Zásada určitosti
Pro nabytí jakéhokoli práva bylo třeba provést zvláštní zápis založený na pojmenování vkládaného práva a věci, které se právní jednání týkalo. V tomto je možné vidět zárodek principu speciality, který se později stal dokonalým po zavedení samostatné vložky pro každé knihovní těleso.

### Zásada zákonnosti
Byla uplatňována tím, že o vkladech a výmazech rozhodovali a skutečně je prováděli soudní úředníci ustanovení k této činnosti. Přezkoumávala se platnost právních úkonů, například, zda k nim byl panovníkem, pokud to bylo předepsáno, dán souhlas. Návrh na vklad nebo výmaz ze zemských desk musel být v souladu se stavem zápisů v nich. Navrhovatel se obyčejně musel před úředníky zemských desk dostavit osobně a svůj návrh přednést ústně. Počet výjimek z tohoto pravidla se stále rozšiřoval. V průběhu 18. století byla osobní přítomnost před úředníky nahrazena písemným návrhem a písemným vyrozuměním účastníků řízení.

### Zásada volnosti
Ke vkladu práv do zemských desk nebyl nikdo nucen. Co ale v zemských deskách nebylo zapsáno, před právem jako by nebylo.

## Malované obaly

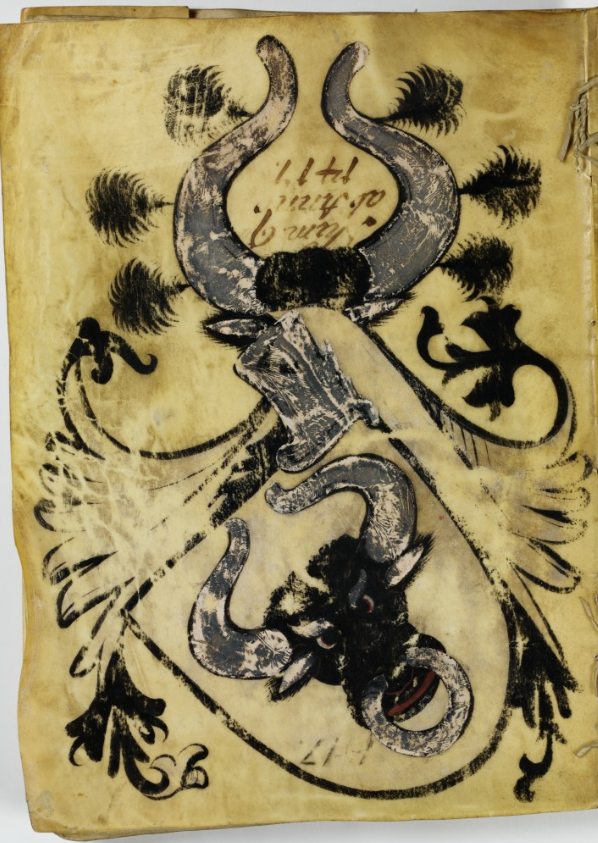
Přední strana malovaného obalu deváté knihy olomoucké řady moravských zemských desk, Knihy Viléma z Pernštejna z let 1417–1420. Erb pánů z Pernštejna

Barevná výzdoba pergamenových obalů moravských zemských desek je evropskou vzácností. Jsou jedinečným pramenem pro dějiny umění. Jejich nepřetržitá řada poskytuje názornou představu o vývoji středověké světské gotické a raněnovověké světské renesanční malby v našich zemích od poloviny 14. století do poloviny 17. století. Bohatší výzdoba obalů zemských desek přichází ke konci 15. století s prvními knihami psanými česky.
Výzdoba knih nejprve znakem nejvyššího komorníka, od roku 1480 i náročnějšími motivy, která z obalů zemských desk dělá vynikající a nádhernou ukázku dobového malířského umění, je projevem vážnosti projevované těmto knihám.

### Brněnská řada zemských desk

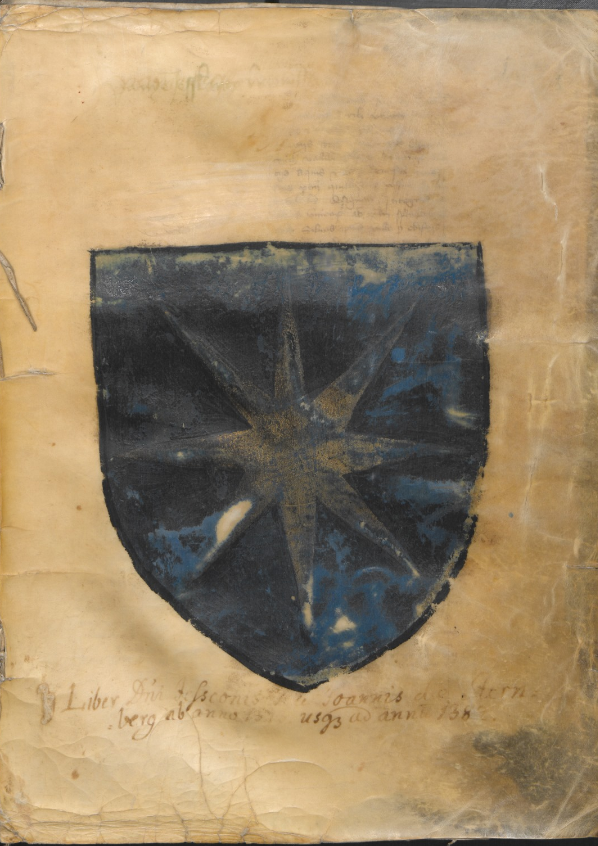
Malovaný obal šesté knihy brněnské řady moravských zemských desk, Knihy Ješka či Jana ze Šternberka z let (1370) 1373–1384. Erb pánů ze Šternberka
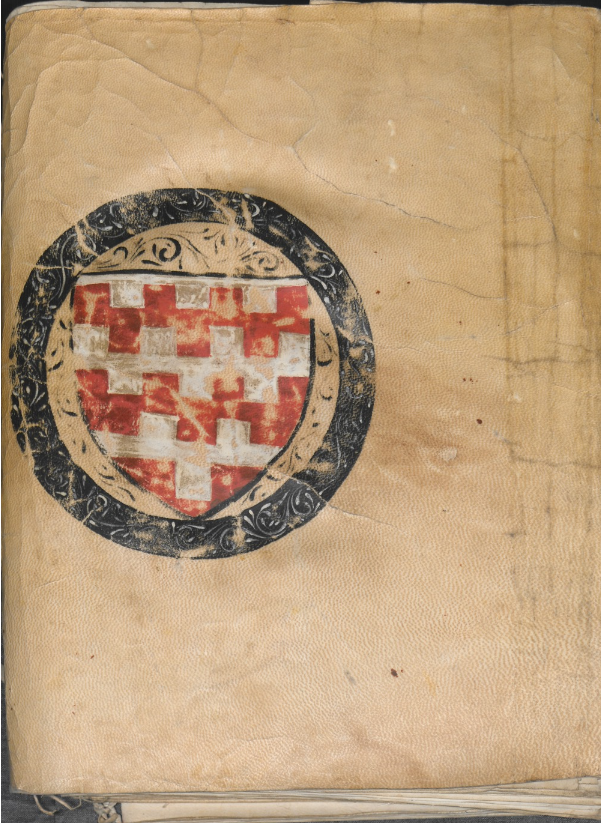
Malovaný obal sedmé knihy brněnské řady moravských zemských desk, Knihy Ctibora z Cimburka z let 1385–1392. Tzv. mluvící znak pánů z Cimburka (cimbuří)
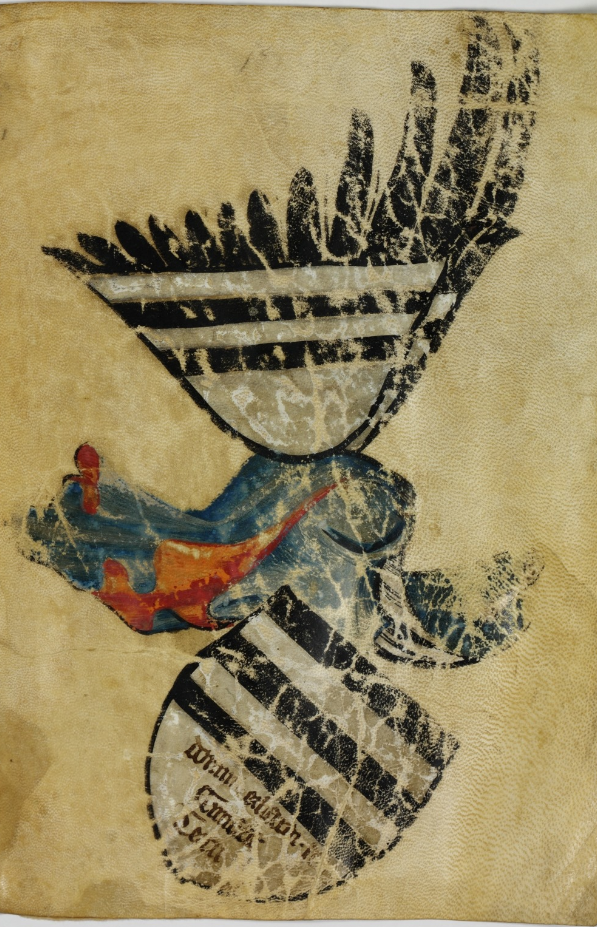
Malovaný obal deváté knihy brněnské řady moravských zemských desk, Knihy Erharda z Kunštátu III. z let 1407–1412. Erb pánů z Kunštátu
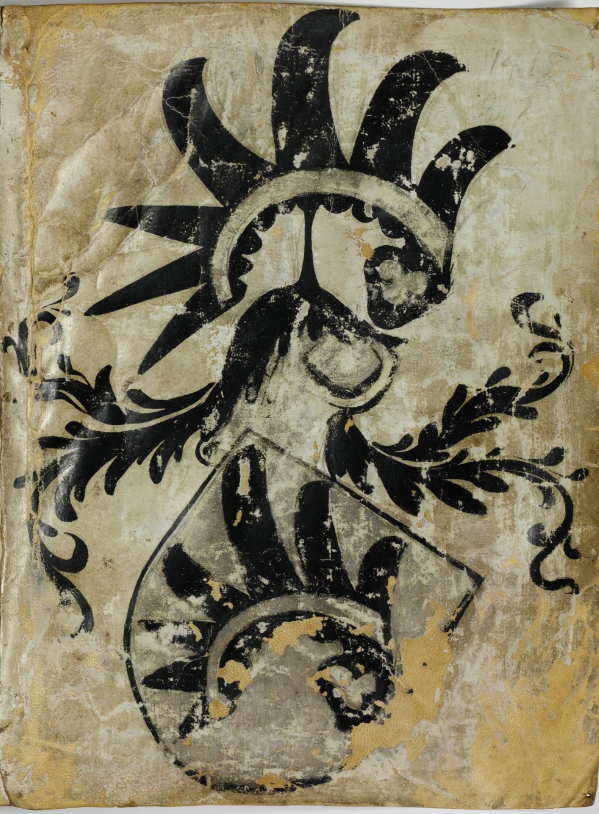
Malovaný obal jedenácté knihy brněnské řady moravských zemských desk, Knihy Jana z Lomnice z let 1415–1418. Erb pánů z Lomnice
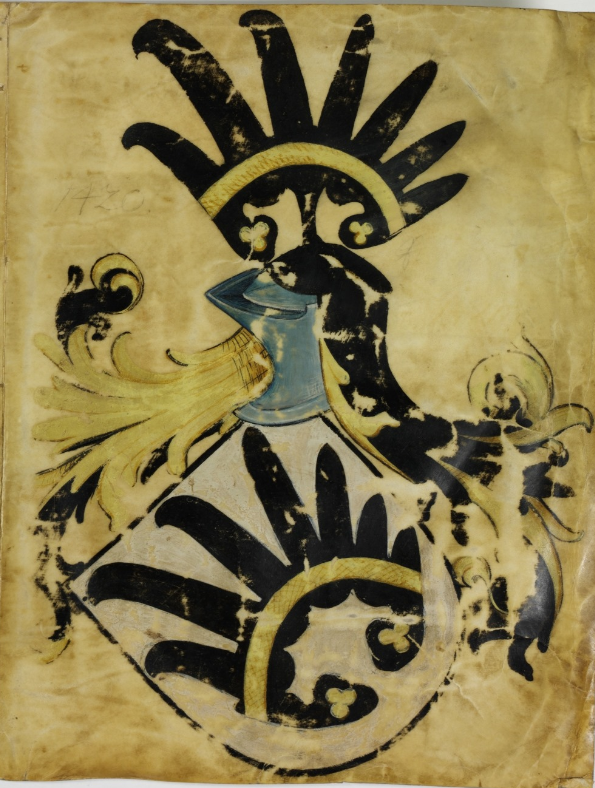
Malovaný obal dvanácté knihy brněnské řady moravských zemských desk, Knihy Jana z Lomnice z let 1420–1448
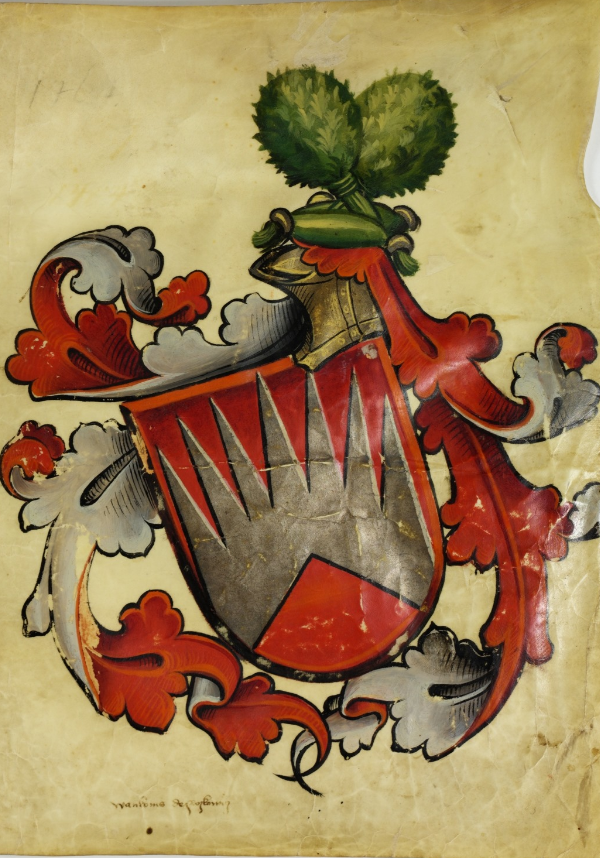
Malovaný obal třinácté knihy brněnské řady moravských zemských desk, Knihy Vaňka z Boskovic z let 1450–1459. Erb pánů z Boskovic
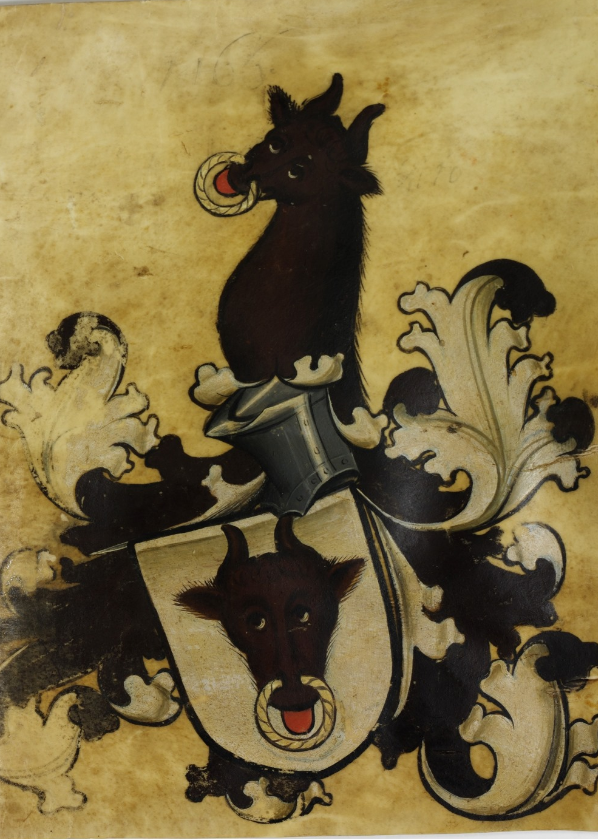
Malovaný obal čtrnácté knihy brněnské řady moravských zemských desk, Knihy Jana z Pernštejna z roku 1466

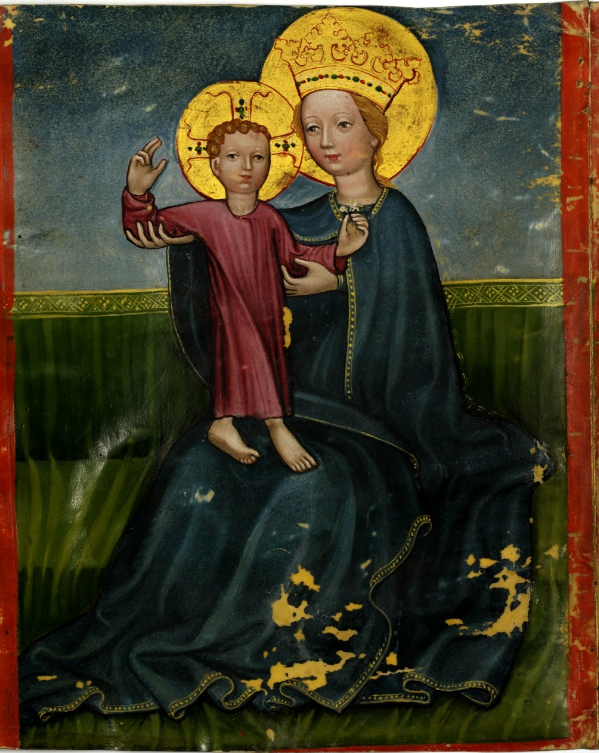
Malovaný obal jedenácté knihy olomoucké řady moravských zemských desk, Knihy Pročka z Kunštátu z let 1464–1466. Panna Maria s malým Ježíškem

### Olomoucká řada zemských desk

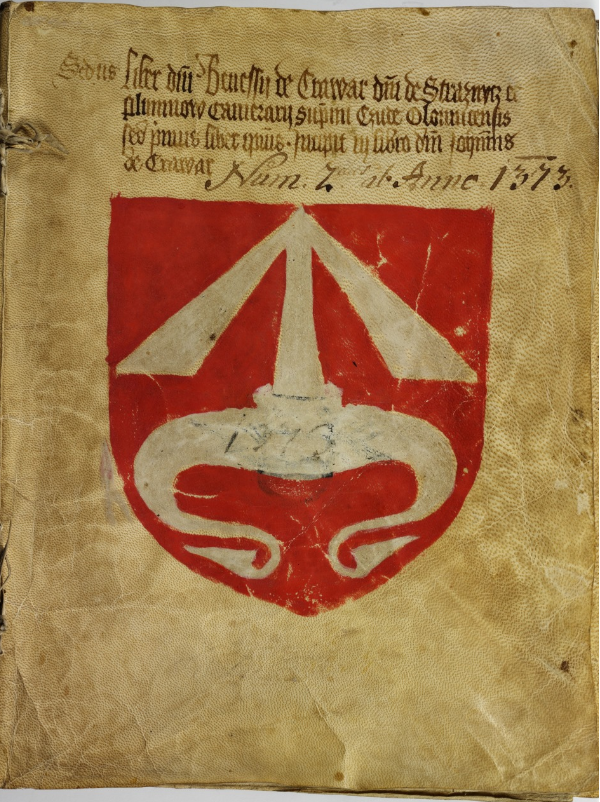
Malovaný obal druhé knihy olomoucké řady moravských zemských desk, Knihy Beneše z Kravař či ze Strážnice z let 1373–1374
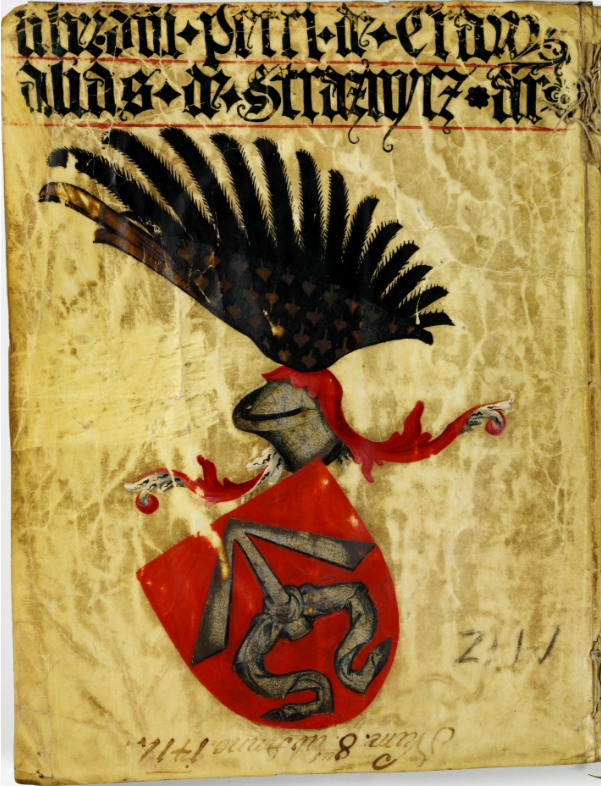
Malovaný obal osmé knihy olomoucké řady moravských zemských desk, Knihy Petra z Kravař či ze Strážnice z let 1412–1416
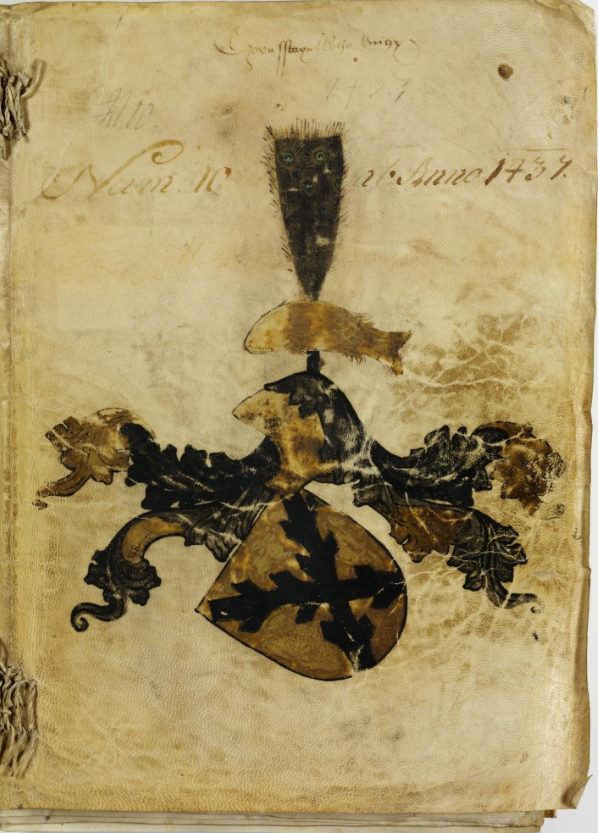
Malovaný obal desáté knihy olomoucké řady moravských zemských desk, Knihy Jana z Cornštejna z let 1437–1448. Erb pánů z Lichtenburka
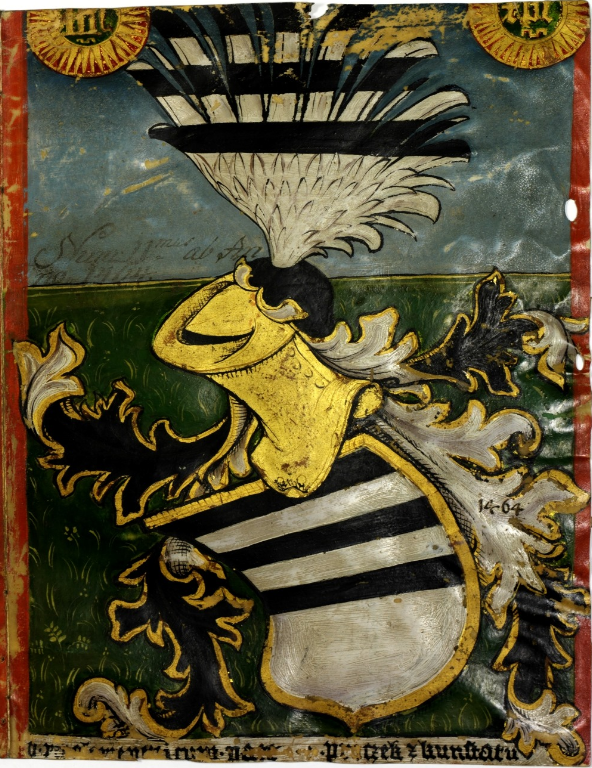
Malovaný obal jedenácté knihy olomoucké řady moravských zemských desk, Knihy Pročka z Kunštátu z let 1464–1466. Erb pánů z Kunštátu

## Výstavy
Originály některých kvaternů  zemských desk (mezi nimi dvě nejstarší knihy brněnské a olomoucké cúdy) a samostatně uložených malovaných obalů byly vystaveny společně s dalšími dokumenty během září až listopadu 1991 na výstavě Brno–Olomouc–Opava 1991, kterou společně uspořádali Moravský zemský archiv v Brně, Zemský archiv v Opavě, Muzeum města Brna, Slezské zemské muzeum v Opavě a Okresní archiv v Olomouci.
Znovu byly v Brně tímto způsobem dvě z knih představeny na podzim 2018 na výstavě konané u příležitosti 100. výročí československé státnosti Morava jako součást českého státu.

## Edice moravských zemských desk
Latinsky psané trhové kvaterny z let 1348 až 1466 byly ve dvou svazcích edičně vydány tiskem v roce 1856 pod jmény ředitele zemského archivu Petra rytíře Chlumeckého, zemského archiváře Josefa Chytila, ředitele zemských desek Karla Demutha a Adolfa rytíře z Wolfskronu, zvlášť pro olomoucké a zvlášť pro brněnské desky. Oba svazky byly vydány nákladem šlechty, která na Moravě držela deskové statky. Rejstřík k nim je neúplný, zachycuje pouze údaje
z nejstarších sešitů. Nový podrobný rejstřík k edici proto zpracoval František Černý. Byl vydán Maticí moravskou v roce 1914 v její řadě Prameny dějin moravských.
Mladší česky psané moravské zemské desky byly zásluhou Komise pro vydávání historických pramenů moravských Matice moravské částečně přepsány (knihy z let 1480–1619) již před 1. světovou válkou. Jejich vydáním byl pověřen historik a středoškolský profesor Tomáš Kalina. K pokračování v uskutečňování vydavatelského plánu však došlo až ve 30. letech 20. století, kdy byly zemské desky předány do Moravského zemského archivu. Jeho ředitel František Hrubý zajistil, že na archiv bylo opět převedeno i vydávání zemských desk. Obě
vydávané řady byly rozděleny do dvou svazků. Za předěl mezi díly byl stanoven rok 1566. Práce, s nimiž se začalo ve 30. letech, se protáhly. K vydání jednotlivých svazků edice, na nichž pracovali Miloslav Rohlík (brněnská řada: léta 1567–1641) a František Matějek (olomoucká řada: 1480–1642), došlo v letech 1948–1957. Trhové kvaterny do roku 1642 tím byly vydány všechny. O vydávání mladších se už neuvažovalo.

### Brněnská řada zemských desk
- CHLUMECKÝ, Petr – CHYTIL, Josef – DEMUTH, Karl – WOLFSKRON, Adolf. Moravské zemské desky (Die Landtafel des Markgrafthumes Mähren). I. sv. řady brněnské 1348–1466, Brno, 1856. Dostupné online Archivováno 22. 2. 2014 na Wayback Machine.
- KALINA, Tomáš. Moravské zemské desky. II. sv. řady brněnské 1480–1566, Brno, 1950. Dostupné online
- ROHLÍK, Miloslav. Moravské zemské desky. III. sv. řady brněnské 1567–1641, Praha, 1957.

### Olomoucká řada zemských desk
- CHLUMECKÝ, Petr – CHYTIL, Josef – DEMUTH, Karl – WOLFSKRON, Adolf. Moravské zemské desky (Die Landtafel des Markgrafthumes Mähren). I. sv. řady olomoucké 1348–1466, Brno 1856. Dostupné online Archivováno 22. 2. 2014 na Wayback Machine.
- MATĚJEK, František. Moravské zemské desky. II. sv. řady olomoucké 1480–1566, Brno, 1948. Dostupné online
- MATĚJEK, František. Moravské zemské desky. III. sv. řady olomoucké 1567–1642, Brno, 1953.

### Půhonné knihy
- BRANDL, Vincenc – BRETHOLZ, Bertold. Libri citationum et sententiarum seu. Knihy půhonné a nálezové. Svazek 1–7. Brno, 1872–1911.

### Odhadní kvaterny
- SVOBODA, Josef František, ed. Odhadní kvaterny moravských zemských desk. Kvatern 1. [Olomouc]: Selský archiv, 1920.